# Marriages
Marriages es una banda de post rock formada en Los Ángeles, California en el año 2012. La banda está compuesta por la vocalista y guitarrista Emma Ruth Rundle, el bajista Greg Burns y en la batería, Andrew Clinco.

## Historia
Después del hiato de Red Sparowes, dos de sus miembros, Rundle (exintegrante de the Nocturnes) y Burns (ex-Halifax Pier), formaron Marriages. La banda grabó el EP Kitsune con el baterista Dave Clifford. Fue lanzado el año 2012 a través del sello Sargent House, seguido de una gira con Russian Circles y Chelsea Wolfe ese mismo año, y con Deafheaven en 2013. Clinco se unió posteriormente como miembro permanente reemplazando a Clifford.
En 2014, la banda completó las grabaciones de su álbum debut Salome, a la par que Rundle grababa su primer álbum como solista titulado Some Heavy Ocean (anteriormente grabó otro disco bajo el nombre de the Headless Prince of Zolpidem). Salome fue lanzado el 7 de abril de 2015 por Sargent House, precedido por una gira en Estados Unidos con Helms Alee y una subsecuente gira por Europa con Wovenhand.

## Integrantes

### Actuales
- Emma Ruth Rundle - guitarra, voz (2011–presente)
- Greg Burns - bajo, teclados, programación (2011–presente)
- Andrew Clinco - batería (2013–presente)

### Anteriores
- Dave Clifford - batería (2011-2013)

## Discografía

### Álbumes de estudio
- Salome (2015, Sargent House)

### EPs
- Kitsune (2012, Sargent House)